# 聖西爾維娜

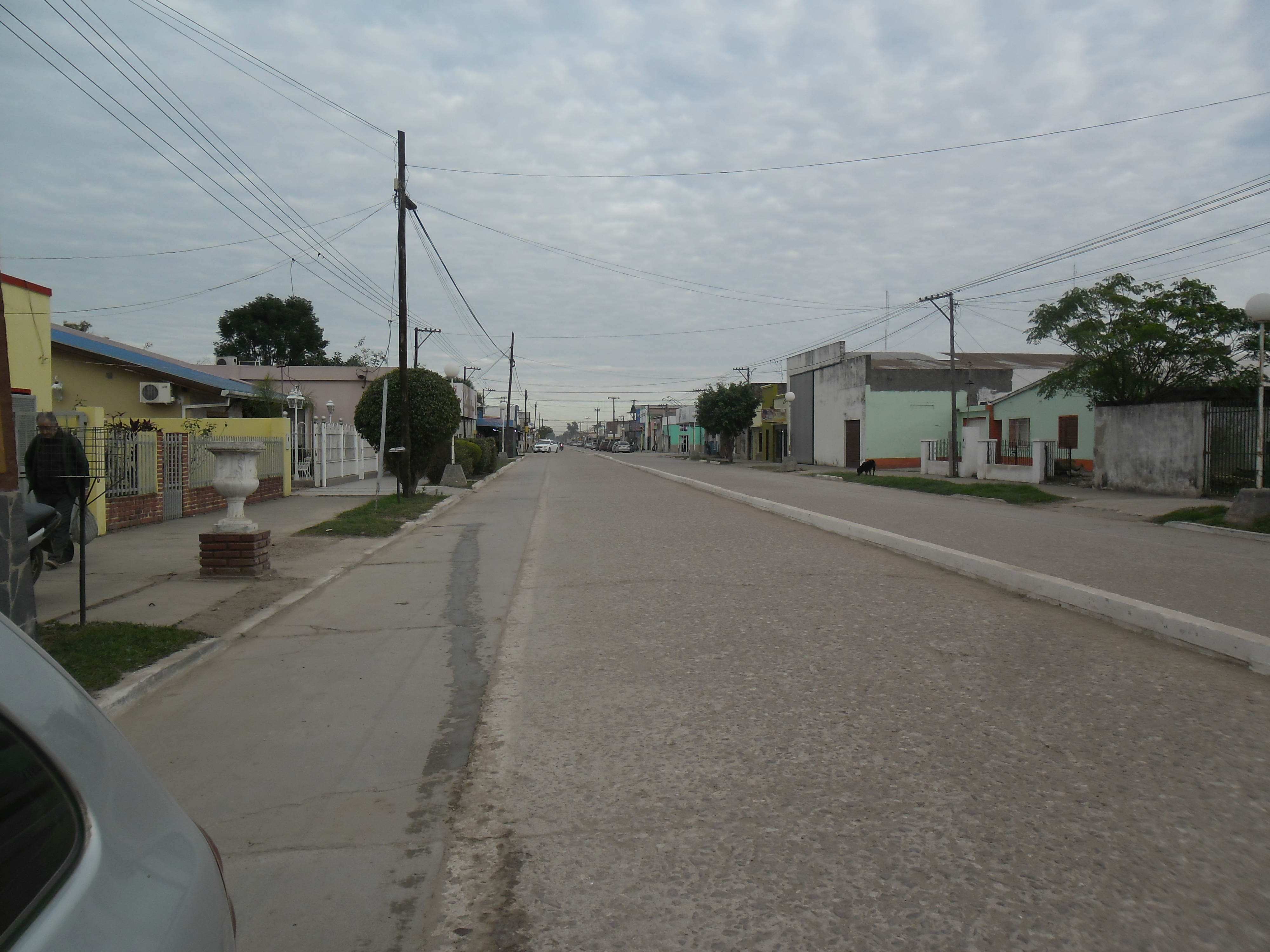
聖西爾維娜

27°47′S 61°9′W / 27.783°S 61.150°W
聖西爾維娜（西班牙語：Santa Sylvina），是阿根廷的城鎮，位於該國北部查科省，是弗賴胡斯托聖瑪利亞德爾奧羅縣的首府，始建於1944年，海拔高度61米，2001年人口5,929。